# GermanLetsPlay
GermanLetsPlay (* 9. Februar 1992 in Essen; bürgerlich Manuel;  kurz GLP) ist ein deutscher Webvideoproduzent und Comic-Autor. Er wurde vor allem durch seine „Let’s Play“-Videos zu verschiedenen Retrospielen, Flashgames und Minecraft bekannt, die er auf dem Videoportal YouTube veröffentlichte. Seine Markenzeichen sind eine Maske und ein blau-schwarz gestreifter Pullover.
Ende April 2022 gab er bekannt, seine Tätigkeit als Webvideoproduzent auf unbestimmte Zeit ruhen zu lassen (siehe Abschnitt „Abwesenheit seit Januar 2022“).

## Leben
Über sein Leben ist nur wenig bekannt. Er ist in Essen geboren und dort bei seiner Mutter aufgewachsen und hat drei ältere Brüder sowie eine ältere Schwester. Zwei seiner Brüder sind bzw. waren unter den Namen Debitor und SibstLP ebenfalls auf YouTube aktiv. Er ging auf eine Gesamtschule und lebt heute laut eigener Aussage in Münster. Seit Mitte Juli 2022 hält er zwei Britisch-Kurzhaar-Katzen, die – insbesondere während seiner Abwesenheit auf YouTube – öfter auf seinen anderen Social-Media-Kanälen präsent sind.
Er hält sein Aussehen vollständig geheim und betonte mehrmals, sich nie in der Öffentlichkeit zeigen zu wollen. In seinen Real-Life-Videos, die er von 2010 bis 2011 auf dem Kanal GermanLetsButton hochlud, trat er ausschließlich mit einer weißen Kunststoff-Maske in Erscheinung, nachdem er zuvor selbst eine aus Pappkarton gebastelt hatte. Später kam der blau-schwarz gestreifte Pullover hinzu. Beides entwickelte sich mit der Zeit zu seinen wichtigsten Markenzeichen.

## Werdegang auf YouTube

### Ursprünge und weitere Kanäle
Seinen ersten YouTube-Kanal mit dem Namen GermanLetsPlay gründete er am 28. Februar 2010. Nachdem er bereits zwei Verwarnungen, sogenannte Strikes, aufgrund von Urheberrechtsverletzungen erhielt, gründete er bereits am 13. November 2010 den Kanal GermanLetsFail, der im Falle eines dritten Strikes, der eine Sperre des Accounts bedeutet hätte, genutzt werden sollte. Schon im September hatte er den Kanal GermanLetsTrash gegründet, der fortan zum Hochladen urheberrechtlich bedenklicher Videos verwendet wurde. Da er jedoch nach eigenen Angaben ein urheberrechtsverletzendes Video auf seinem alten Kanal übersah, wurde GermanLetsPlay am 31. Dezember 2010 aufgrund eines dritten Strikes gesperrt. Obwohl der Kanal im März 2012 nach Rücksprache mit dem YouTube-Support wieder nutzbar war, entschied er sich wegen der hohen Abonnentenzahlen und dem bürokratischen Aufwand dazu, seine Let’s Plays weiter unter GermanLetsFail hochzuladen. Da im Mai 2013 die Möglichkeit der Umbenennung eingeführt wurde, konnte er sein Konto zu GermanLetsPlay umbenennen und seine Videos wieder unter dem Ursprungsnamen veröffentlichen.
Die ebenfalls ihm gehörenden Kanäle GermanLetsButton und GermanLetsButton2, auf denen überwiegend Real-Life-Videos hochgeladen wurden, löschte er 2015 nach jahrelanger Inaktivität. Erstgenannter Kanal hatte gerade die 100.000-Abonennten-Marke überschritten, zweitgenannter hatte bei der Löschung knapp 70.000 Abonnenten. Auf beiden Kanälen zusammen gab es 37 Videos (davon 22 auf GLB und 15 auf GLB2).
Am 8. Juli 2021 gründete GermanLetsPlay einen weiteren Kanal mit dem Namen GLP Shorts. Dort lädt er – auch während seiner Abwesenheit seit Januar 2022 – kurze Clips von lustigen Momenten und Highlights hoch.

### Allgemeines
Auf seinem Kanal veröffentlichte er in seiner aktiven Zeit Let’s Plays von verschiedenen Spielen wie GTA V und Bloons Tower Defense 6. Außerdem nahm er oft zusammen mit den Mitgliedern des Freedom Squad, der aus Paluten, Zombey und Maudado besteht, auf.
Der Kanal GermanLetsPlay erreichte am 4. Dezember 2014 die 1-Million-Abonnenten-Marke.
Laut dem Portal spieletipps.de war GermanLetsPlay im Januar 2020 der drittgrößte deutsche Gaming-YouTuber (gemessen an der Zahl der Abonnenten). Die Plätze eins und zwei belegten Gronkh und Paluten.
Ab Anfang Juni 2021 nutzte er in seinen Videos einen sogenannten VTuber-Avatar, eine 3D-Figur, welche seine Gesichtsausdrücke und Mundbewegungen darstellte. Für diesen Avatar investierte er insgesamt etwa 15.000 Euro. Sein Ziel dabei war es mehr Emotion und Persönlichkeit in seine Videos zu bringen, ohne sich dafür selbst zeigen zu müssen. Im Zuge seiner Abwesenheit seit Januar 2022 verkaufte er auch die technischen Mittel für den Avatar.
Seine mit Abstand erfolgreichsten Videos sind „GermanLetsPlay spielt Piano #01“, mit über 11 Millionen Aufrufen, und, dicht gefolgt, das sogenannte „Dubstep-Intro“ mit über 10 Millionen Aufrufen, welches er, in Kurzform, in seinen frühen Jahren als Einleitung in seine Videos verwendete.
Am 1. April lud er von 2012 bis 2018 und 2019 jeweils ein kurzes Video als Aprilscherz hoch, in dem er vorgab sein Aussehen öffentlich zu machen; und an seinem Geburtstag, dem 9. Februar, lädt er seit 2011 ein wenige Sekunden langes Video hoch, in dem er sein Alter ausspricht.

### Abwesenheit seit Januar 2022
Ab Januar 2022 folgte eine mehrmonatige Abwesenheit auf seinem Hauptkanal, deren Gründe in einem darauf folgenden Video aufgeklärt wurden. In diesem ausführlichen Statement-Video erklärt GermanLetsPlay, in den letzten zehn Jahren verschiedene gesundheitliche Probleme im Bereich von Darm und Leber gehabt zu haben und unterschiedliche Krankheitsdiagnosen erhalten zu haben; unter anderem die einer Colitis ulcerosa und die der tödlichen primär sklerosierenden Cholangitis, welche allerdings später wieder revidiert wurde. Auch eine spätere Leberbiopsie führte zu keinem klaren Ergebnis. Mit diesen Ereignissen begründete er sich „auf unbestimmte Zeit eine Auszeit nehmen“ zu wollen und sich „um seinen Körper kümmern“ zu wollen. Er könne sich aber vorstellen „punktuell“ wieder Videos hochzuladen und seine Pause so kurzzeitig zu unterbrechen. Als Anlässe dafür nannte er beispielsweise größere Updates in Spielen wie Raft oder Minecraft.
Erstmals trat dies ab dem 22. Juni 2022 für das finale Raft-Update und seine fünfte Staffel zu diesem Spiel ein. Nach deren Ende, etwa einen Monat später, betonte er nochmals, selbst noch nicht zu wissen – oder sich festlegen zu wollen –, ob er jemals wieder vollständig zurückkehren oder nur „punktuell“ auftreten wird. Weiter bestehen solle allerdings der bereits in der Abwesenheit begonnene Podcast. Gleiches ließ er am Ende der nächsten Unterbrechung ab dem 15. November 2022 zur vierten Staffel der bereits 2019 begonnenen Webvideoreihe Minecraft FLUCHT verlauten.

## Bücher
Am 6. September 2021 erschien GermanLetsPlays erster Comic GermanLetsPlay: Im Wirbel der Welten. Er veröffentlichte es im auf Webvideoproduzenten spezialisierten Verlag Community Editions. Nach seinen Ideen schrieb Haiko Hörnig die Handlung, welche dann von David Füleki illustriert wurde. Am 13. November 2023 folgte der zweite Comic GermanLetsPlay und der Traum des Dämons.
Am 19. April 2022 erschien der Schülerkalender 2022/2023: von GermanLetsPlay, eine Art Hausaufgabenheft im Stil des zuvor erschienenen Comics, ebenfalls illustriert von David Füleki.
2023 erschien mit GermanLetsPlay und der Traum des Dämons schließlich die Fortsetzung des ersten Comic-Bands. Als Zeichner und Autor war erneut David Füleki für die Umsetzung zuständig.

## Podcast
Seit dem 15. Mai 2022 führt GermanLetsPlay zusammen mit Paluten durch einen wöchentlichen Podcast namens Kottbruder. Dieser wurde am 19. Mai 2024 auf unbestimmte Zeit pausiert. Als Grund wurde der gesundheitliche Zustand von GermanLetsPlay genannt.

## Sonstiges
GermanLetsPlay wurde in der ersten Staffel von TubeClash von den Zuschauern zum Gewinner gewählt.
Seine Maskottchen sind der Kugelfisch „Puffi“ (von engl. pufferfish), der in einem Projekt zum Spiel Minecraft erstmals auftauchte, und der Tonklumpen „Klumpi“, der im Spiel Happy Wheels entstand.